# Antonio López Muñoz
Antonio López Muñoz, comte de López Muñoz (Huelva, 1 d'abril de 1850 - Madrid, 15 de març de 1929) fou un escriptor i polític espanyol, que va ser ministre d'Instrucció Pública i Belles Arts, ministre d'Estat i ministre de Gràcia i Justícia durant el regnat d'Alfons XIII.

## Vida
Va ser professor de la Universitat de Sevilla, catedràtic de Psicologia als instituts d'Osuna, Granada i Cardenal Cisneros de Madrid. Va iniciar la seva carrera política en el si del Partit Liberal amb el qual obtindria acta de diputat al Congrés dels Diputats per les circumscripcions de Granollers a les eleccions generals espanyoles de 1886, Órgiva i Granada a les eleccions generals espanyoles de 1893 i 1901, i Albacete a les eleccions generals espanyoles de 1898. El 1903 va passar a el Senat representat a Albacete, i en 1908 va ser nomenat senador vitalici. Va ser president d'ambdues cambres.
Va ser ministre d'Instrucció Pública i Belles Arts entre el 31 de desembre de 1912 i el 13 de juny de 1913 en un gabinet Romanones amb el qual també seria ministre d'Estat entre el 13 de juny i el 27 d'octubre de 1913. Finalment seria ministre de Gràcia i Justícia entre el 26 de maig i el 15 de setembre de 1923 en un govern presidit per García Prieto. Entre 1915 i 1917 va ser ambaixador d'Espanya en la ciutat de Lisboa i finalment el rei Alfons XIII li va concedir el títol de Comte.
Quant a la seva obra literària aquesta se situa en el romanticisme (en el període final, sent coetani d'autors com Zorrilla), obra que va començar a ser reconeguda a partir de 1866, quan en el Teatre de San Fernando de Sevilla va estrenar un poema en octaves reials.

## Obra
- Fundador d'"El Diario en Granada".
- Aliatar, leyenda oriental y en verso.
- La cruz azabache.
- Granada (1865)
- Errar la senda, Herencia forzosa.
- El amigo de la casa.
- El precio de un caballo.